# Bodo Volkmann
Bodo Volkmann (* 16. April 1929 in Berlin; † 18. August 2022 in Möglingen) war ein deutscher Mathematikprofessor, Publizist und Vortragsredner.

## Leben und Wirken
Bodo Volkmann studierte nach dem 1946 in Berlin-Weißensee bestandenen Abitur Mathematik, Physik und Philosophie in Göttingen, wo er 1950 auch sein Staatsexamen ablegte. 1951 promovierte er an der Johannes Gutenberg-Universität Mainz, wo er sich 1955 habilitierte und von 1960 bis 1962 apl. Professor für Mathematik war. Ab 1964 hatte er bis zu seiner Emeritierung 1994 einen Lehrstuhl für Mathematik an der Universität Stuttgart inne und engagierte sich im Verein der Freunde der Mathematik der Universität Stuttgart. Schwerpunkte seiner wissenschaftlichen Arbeit waren die analytische Zahlentheorie, die metrische und probabilistische Zahlentheorie und die Dimensionstheorie. Seine Erdős-Zahl ist 1. Im Rahmen seiner wissenschaftlichen Lehr- und Forschungstätigkeit mit Forschungsaufenthalten in Frankreich war er fünf Jahre lang an den Universitäten Princeton, Salt Lake City, Los Angeles, Ann Harbour und Honolulu tätig. Später unternahm er Vortragsreisen in zahlreiche Länder Asiens, Afrikas und Osteuropas.
1949 war er Mitbegründer der Studentenmission in Deutschland und gehörte von 1959 bis 1971 dem Leitungskomitee der International Fellowship of Evangelical Students an, davon die letzten vier Jahre als deren Vorsitzender. Von 1974 bis 2001 war Volkmann Präsidiumsmitglied im Christlichen Jugenddorfwerk Deutschlands und sprach in dieser Zeit häufig auf den damaligen alljährlichen Abituriententagen, auf Pädagogischen Wochen oder in einzelnen Christophorusschulen und Jugenddörfern.
Auf seine Initiative hin führten seine beiden Memoranden 1981 zur Einführung eines Gymnasialzweiges für Hochbegabte in Braunschweig und 1985 zur Einführung des Schachunterrichts und eines Schach-Leistungszentrums in Altensteig. Ab 1986 war er Mitglied der Stuttgarter Schachfreunde 1879. Beide Projekte waren damals in Deutschland pädagogisches Neuland. Für die Evangelische Nachrichtenagentur idea verfasste er wiederholt Kommentare. Kritik übte er dabei an Tendenzen, das Wort Gottes mit Einflüssen des Zeitgeistes zu vermengen.
Bodo Volkmann war ab 1956 mit seiner Ehefrau Waltraut verheiratet und hatte mit ihr vier Töchter.

## Veröffentlichungen
- Über Klassen von Mengen natürlicher Zahlen (Dissertation vom 11. Mai 1951, Naturwissenschaftliche Fakultät), Mainz 1951.
- Über Hausdorffsche Dimensionen von Mengen, die durch Zifferneigenschaften charakterisiert sind (Habilitations-Schrift vom 13. Febr. 1956, Naturwissenschaftliche Fakultät), Mainz 1956.

Sachbücher
- mit Ingfried Woyke: Der Anruf des Evangeliums an den modernen Menschen, VLM, Bad Liebenzell 1966, ISBN 978-3-88002-037-5.
- Der Absolutheitsanspruch des Jesus Christus, Brockhaus, Witten 1976, ISBN 978-3-417-00612-4.
- Humanismus. Ging Nathans echter Ring verloren?, Schulte & Gerth, Wetzlar 1979, ISBN 978-3-87739-522-6.
- Frieden. Wirklichkeit oder Illusion?, Hänssler, Neuhausen 1983, ISBN 978-3-7751-0810-2.
- Das Mass aller Dinge. Humanistische und christliche Ethik, Hänssler, Neuhausen 1985, ISBN 978-3-7751-0984-0.
- Wo ist Wahrheit?, Hänssler, Neuhausen 1990, ISBN 978-3-7751-1488-2.
- Festhalten am Wort des Lebens. Christlicher Glaube und objektives Denken (Band 37), BAK, Kassel 1992
- Auf der Suche nach der Zeit, SCM Hänssler, Holzgerlingen 1996, ISBN 978-3-7751-2638-0.
- Lass mich das Wichtige erkennen. Reden und Aufsätze (Hirsauer Blätter, Heft 6/2001), CJD-Arnold-Dannenmann-Akademie 2001 (https://www.cjd-twp.de/fileadmin/assets/cpi/Hirsauer_Bl%C3%A4tter/2001_06_Lass_mich_das_Wichtige_erkennen.pdf online)

Aufsätze
- Erweckung in der Zeit des Umbruchs. In: Studentenmission in Deutschland (Hrsg.): Rechenschaft geben von unserer Hoffnung. Festschrift zum 50jährigen Bestehen der Studentenmission in Deutschland, Marburg 1999, S. 58ff.
- mit Wolfgang Schwarz: Hans Rohrbach zum Gedächtnis: 27.02.1903 – 19.12.1993. In: Jahresbericht der Deutschen Mathematiker-Vereinigung. 105, 2003, ISSN 0012-0456, S. 89–99.